# Бакинский трамвай
Бакинский трамвай — трамвайная система города Баку. Открыта 8 февраля 1924 года, взамен существовавшей с 1889 года конки. Ликвидирована в январе 2004 года.

## История
Несмотря на то что годом основания трамвая в Баку считается 1924 год. в действительности впервые линия конного и парового трамвая в Баку появилась в 1889 году, но паровой трамвай проработал на городской линии очень непродолжительное время, затем работал только на Черногородской линии, а по износу локомотивов полностью заменён на конную тягу (см. Бакинская конка).
Бакинский (электрический) трамвай построен взамен, и по большей части, на маршрутах существовавшей с 1889 года конки.
Первым маршрутом бакинского трамвая был Вокзал — пл. Азнефть, общей протяженностью 6,6 км. Официальное открытие состоялось 8 февраля 1924 года. Максимальной протяженности в 117 км трамвайная система Баку достигла в 1939 года
В 60-е годы развитие трамвая в Баку шло более медленными темпами, чем развитие остальных видов общественного транспорта, основное внимание уделялось строительству и развитию метрополитена, а также троллейбусов и автобусов. С 60-х годов сеть трамвая постепенно сокращалась. Так, были закрыты и полностью разобраны линии трамвая на оживленных улицах центра Баку, а также идущие к дальним окраинам Баку. К 1980 году общая протяженность трамвайной сети Баку составляла примерно 70 км.
С 90-х гг. XX века трамвай интенсивно вытеснялся из системы общественного транспорта Баку, не выдерживая конкуренции с автотранспортом и метрополитеном. В 2004 году была окончательно закрыта и разобрана последняя линия трамвайной сети: Монтинский базар — Насиминский базар (через ул. Табриза (Чапаева)- Дж. Гаджибейли (Фабрициуса), а также улицу Инглаба вместе с трамвайным парком) На месте трамвайных линий на широких проспектах и улицах расширили автомобильную дорогу, а на месте узких участков, где раньше проходили трамваи, началось активное строительство многоэтажных жилых домов.

## Маршруты (на конец 1980-х годов)
- 1. Шах Исмаил Хатаи — ж/д вокзал — ул. Фабрициуса — ул. Мир-Касимова — ул. Папанина — ул. Таги-заде (м/р-ны 1,5)
- 2. Ст.м. «Хатаи» — ж/д вокзал — ул. Фабрициуса — ул. Инглаб — ул. Чапаева — ж/д вокзал — М «Хатаи» (кольцевая линия)
- 3. Ст.м. «Хатаи» — Рабочий проспект — пос. НЗС — пос. 8 км — ул. Чернышевского (8-й км)
- 4. Ст.м. «Хатаи» — Рабочий проспект — Зыхский порт
- 5. пос. Воровского — м/р-н 3 — ул. Салам Адиля — ул. Папанина — Ул. Мир-Касимова - ул. Инглаб — ул. Ага-Нейматулла - ул. Чайковского (Монтинский базар)
- 6. Ст.м. «Хатаи» — ж/д вокзал — ул. Чапаева — ул. Чайковского (Монтинский базар)
- 7. Ст.м. «Хатаи» — ж/д вокзал — ул. Чапаева — ул. Инглаб — ул. Фабрициуса — ж/д вокзал — Ст.м. «Хатаи» (кольцевая линия)

## Подвижной состав
Первыми вагонами трамвайной сети Баку были вагоны серии МБ. После в эксплуатацию поступили вагоны серии КМ, позже МТВ-82А. С 70-х годов в эксплуатацию поступили вагоны РВЗ-6, с 80-х годов — вагоны серии КТМ-5. В Баку на вагонах серии КТМ-5 все штатные пантографы были заменены на бугели со снятых с эксплуатации вагонов РВЗ-6. Причиной тому были пересечения контактных сетей трамвайных и троллейбусных маршрутов.

## Перспективы
В 2012 году представитель Министерства транспорта Азербайджана сообщал о возможном возрождение трамвая в Баку. Согласно генплану города, до 2027 года предлагается прокладка трамвайных путей протяженностью 17,3 км и создание 26 остановок на протяжении этого пути. Однако в декабре 2023 года заместитель министра транспорта и цифровых технологий Рахман Гумбатов заявлял, что в госструктурах не ведется конкретных обсуждений возвращения трамваев.